# 北京市第二監獄
北京市第二監獄（簡体字: 北京市第二监狱; 拼音: Běijīng Shì Dì'èr Jiānyù）は、北京市朝陽区豆各荘郷にある北京市監獄管理局が管理する監獄である。1950年に建設され、現在は3階建ての刑務所となっている。同監獄は近年、外国人専用の刑務所として運用している。

## 収容人数と国籍
1つの階で約100名の囚人を収容でき、建物は3階建てなので約300人が最大収容人数である。国籍別囚人数のトップはナイジェリア人、二番目に台湾人、三番目にインド人。ナイジェリア人の罪状で最も多いのが麻薬で、台湾人の罪状はオレオレ詐欺である。

## 参考
1. ↑  . 毎日新聞. (2022年10月28日). https://mainichi.jp/articles/20221028/k00/00m/030/008000c